# أرت كروس
أرت كروس (بالإنجليزية: Art Cross)‏ هو سائق سيارة سباق ومهندس أمريكي، ولد في 24 يناير 1918 في جيرسي سيتي في الولايات المتحدة، وتوفي في 15 أبريل 2005 في إنديانا في الولايات المتحدة.